# ستيف لاسي (مغني)
ستيف لاسي (مواليد 23 مايو 1998) هو مغني، كاتب أغاني أمريكي. بدأ مسيرته الفنية في عام 2013، حققت أغنيته عادة سيئة نجاح كبير وترشح لجائزتين غرامي.

## وصلات خارجية
- ستيف لاسي (مغني) على موقع IMDb (الإنجليزية)
- ستيف لاسي (مغني) على موقع ميوزك برينز (الإنجليزية)
- ستيف لاسي (مغني) على موقع أول ميوزيك (الإنجليزية)
- ستيف لاسي (مغني) على موقع ديسكوغز (الإنجليزية)
- ستيف لاسي (مغني) على موقع قاعدة بيانات الفيلم (الإنجليزية)